# Географический диктант

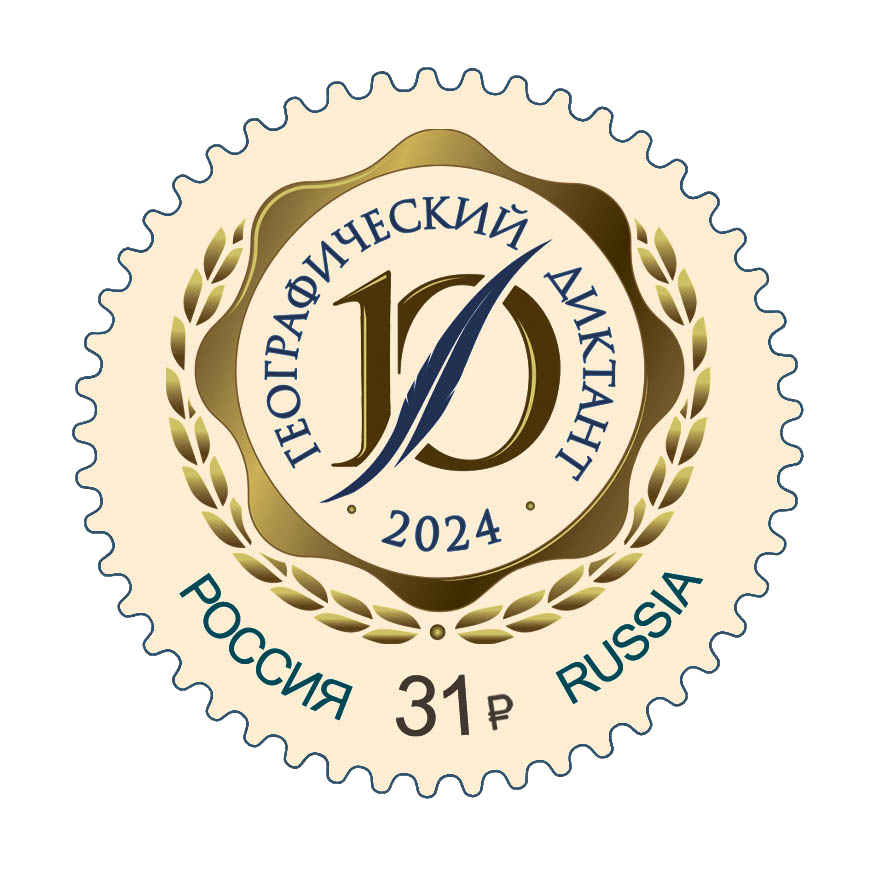
Марка Почты России, 2024 год.

Географический диктант (ранее Всероссийский географический диктант) — ежегодное образовательное мероприятие, организуемое с 2015 года Русским географическим обществом с целью популяризации географических знаний и повышения интереса к географии России. Диктант проходит в форме теста как очно на специально организованных площадках в России и за рубежом, так и онлайн на сайте проекта dictant.rgo.ru. За 5 лет его участниками стали свыше 1,3 млн человек.

## Порядок проведения диктанта
Очный диктант назначался в единый день на территории России и других странах. Доступ к онлайн-тестированию был открыт в течение нескольких дней после очного диктанта. Участникам предоставлялись 4 варианта заданий, идентичных по степени сложности:
- вариант для проведения на территории Российской Федерации и на территории зарубежных стран на русском, английском языках;
- вариант для инвалидов по зрению на русском и английском языках;
- вариант для проведения диктанта онлайн на русском и английском языках;
- демонстрационный вариант на русском и английском языках.

С 2019 года задания диктанта включал в себя 40 вопросов, разделённых на две части по уровню сложности. Первая составлена из 10 вопросов базового уровня, вторая была рассчитана на применение образного мышления, системной логики и эрудиции.

## История
Идея была предложена В. В. Путиным как председателем Попечительского Совета Русского географического общества на XV съезде РГО 7 ноября 2014 года. Проект создавался как аналог Тотального диктанта по русскому языку, и был направлен на оценку качества географического образования в России, а также привлечение внимания к проблеме географической грамотности.
Первый Всероссийский географический диктант состоялся 1 ноября 2015 года. Центральная площадка диктанта расположилась в Центральном доме художника.
С 2016 года к мероприятию добавилась площадка на Географическом факультете МГУ имени М. В. Ломоносова.
В 2017 году диктант состоялся на зарубежных площадках. Тогда же название мероприятия сократилось до «Географический диктант», при этом тестовые задания по-прежнему были посвящёны географии России. В дальнейшем количество вопросов возросло, они были разделены на базовые (основанные на школьной программе) и дополнительные. Основной задачей мероприятия была объявлена популяризация географических знаний в России и за рубежом.
В том же 2017 году площадками проведения экзамена стали атомный ледокол «Ленин», научно-исследовательское судно «Академик Фёдоров» Российской Антарктической экспедиции, находившееся на рейде Кейптауна, поезда Москва — Нижний Новгород и Москва — Берлин. В 2019 году к ним присоединились крейсер «Аврора» и Международная космическая станция.
| Дата очного диктанта | Количество вопросов                 | Количество площадок проведения диктанта | Количество зарубежных стран, в которых прошёл диктант | Количество участников диктанта | Количество участников диктанта | Количество участников диктанта | Количество участников диктанта | Средний балл участников |
| Дата очного диктанта | Количество вопросов                 | Количество площадок проведения диктанта | Количество зарубежных стран, в которых прошёл диктант | очно в России                  | очно за рубежом                | онлайн                         | всего                          | Средний балл участников |
| -------------------- | ----------------------------------- | --------------------------------------- | ----------------------------------------------------- | ------------------------------ | ------------------------------ | ------------------------------ | ------------------------------ | ----------------------- |
| 01.11.2015           | 25                                  | 290                                     | -                                                     | 44 365                         | -                              | 27 564                         | 71 929                         | 53,8                    |
| 20.11.2016           | 30                                  | 1 500                                   | -                                                     | 92 240                         | -                              | 94 947                         | 187 187                        | 52,0                    |
| 26.11.2017           | 30                                  | 2 224                                   | 24                                                    | 148 545                        | 2 153                          | 110 513                        | 261 211                        | 43,9                    |
| 11.11.2018           | 30                                  | 3 910                                   | 96                                                    | 249 738                        | 7 171                          | 119 219                        | 376 128                        | 51,3                    |
| 27.10.2019           | 40 (10 базовых + 30 дополнительных) | 5 225 (не считая зарубежных)            | 106                                                   | 308 940                        | 8 541                          | 101 451                        | 418 932                        | 60,3                    |
| 29.11.2020           | 40 (10 базовых + 30 дополнительных) | 6 441 (зарегистрировано на 25.11.2020)  |                                                       |                                |                                |                                |                                |                         |

## Результаты
Результаты тестирования 2016—2017 годов показали слабое знание географии большинством жителей РФ, особенно среди молодёжи. В отдельных случаях выпускники 2000‒10-х годов демонстрировали более высокий уровень знаний, что исследователи связывали с падением качества географического образования в 1990-е годы.
По мнению преподавателей школьной и университетской географии, регулярное проведение Географического диктанта способствует повышению интереса к географии в России, а участие в нём, в ряду других образовательных акций (школьных экспедиций, географических смен в детских лагерях отдыха, фестивалей науки), способствует повышению качества географических знаний и умений учащихся.